# Hilton (Cambridgeshire)
Pour les articles homonymes, voir Hilton.
Hilton est une paroisse civile et un village du Cambridgeshire, en Angleterre.